# Schlacht am Assunpink Creek
Lexington und Concord – Boston – Bunker Hill – Long Island – Kips Bay – Harlem Heights – Pell’s Point – Mamaroneck – White Plains – Fort Washington – Iron Works Hill – Trenton – Assunpink Creek – Princeton – Millstone
Die Schlacht am Assunpink Creek, auch als die Zweite Schlacht von Trenton bekannt, fand am 2. Januar 1777 in der Nähe der Stadt Trenton (New Jersey) statt und gilt als Erfolg für die amerikanische Kontinentalarmee im Amerikanischen Unabhängigkeitskrieg.

## Strategische Lage
Der britische Oberkommandierende Charles Cornwallis hielt die Stadt Princeton (New Jersey), mit 1.400 Soldaten unter dem Kommando von Lieutenant Colonel Charles Mawhood besetzt. Nach dem amerikanischen Überraschungssieg in der Schlacht von Trenton, zogen sich die amerikanischen Streitkräfte wieder in ihr Lager nach Pennsylvania zurück. Das amerikanische Oberkommando unter General George Washington erwartete einen massiven Gegenangriff der Briten. Washington und sein Stab fällten nach Auswertung der strategischen Lage die Entscheidung, sich diesem Gegenangriff erneut in Trenton entgegenzustellen.

### Amerikanische Vorbereitungen
Am 30. Dezember 1776 zog die Kontinentalarmee wieder nach Trenton. General Washington platzierte seine Truppen defensiv an der südlichen Seite des Assunpink Creek im Süden der Stadt. Er befahl, umgehend mit Schanzarbeiten zu beginnen und errichtete eine Verteidigungslinie, welche sich drei Meilen bis zum Fluss Delaware erstreckte. Joseph Reed, ein Berater Washingtons, erkannte, dass der Fluss einige seichte Stellen enthielt, welche feindlichen Truppen den Angriff auf die rechte, amerikanische Flanke ermöglichen könnten. Den amerikanischen Truppen war dagegen ein schneller Rückzug über den Fluss nicht möglich, da sich ihre Schiffe einige Meilen flussaufwärts befanden. Washington befahl daraufhin seinen Offizieren, einen Rückzug vorzubereiten und die gegenwärtige Stellung nur vorübergehend zu halten.
In dieser Situation drohte der Kontinentalarmee die Selbstauflösung. Die Dienstzeit der meisten Soldaten endete regulär am 31. Dezember 1776 und Washington hatte einige Mühe, die Männer zu einem weiteren Monat Militärzeit zu überreden. Mit einer patriotischen Ansprache und einer Prämie von zehn Dollar pro Kopf erreichte er schließlich, dass die meisten Soldaten in der Armee verblieben. Am gleichen Tag erfuhr Washington, dass die gegnerische Armee mit 8.000 Mann angreifen würde.
Am 1. Januar 1777 traf die amerikanische Militärkasse in Trenton ein und Washington ließ umgehend den Sold auszahlen. Der Kongress stattete Washington zudem mit dem uneingeschränkten Oberbefehl aus. Washington entschied sich, in Trenton zu bleiben, und befahl General John Cadwalader, sich mit seinen 1.800 Milizionären von Crosswicks, New Jersey, in Marsch zu setzen und die Hauptarmee in Trenton zu verstärken.

### Britische Vorbereitungen
Lord Cornwallis verschob seine geplante Rückkehr nach Großbritannien zu diesem Zeitpunkt, und beriet sich in Princeton mit seinem Generalstab. Der britische Offizier James Grant und der hessische Kommandeur Karl Emil von Donop überzeugten ihren Oberkommandierenden, den Feind mit vereinten Truppen in Trenton anzugreifen.
Größere Teile der britischen und hessischen Truppen verließen Princeton noch vor dem Morgengrauen am 2. Januar 1777 und marschierten in Dreierreihen und mit 28 Kanonen zum 11 Meilen entfernten Ziel Trenton. Drei britische Regimenter, das 17., das 40. und das 55., wurden unter dem Kommando von Colonel Charles Mawhood mit einigen Kanonen als Nachhut in Princeton zurückgelassen, mit der Order, am folgenden Tag nach Trenton nachzufolgen. Auch in Maidenhead wurden weitere 1.500 Mann zurückgelassen und der kommandierende Colonel Alexander Leslie erhielt ebenfalls Order, mit Verzögerung zu folgen.

## Schlachtverlauf
An der Spitze seiner Armee platzierte Cornwallis eine Schützenlinie aus hessischen Jägern und britischer leichter Infanterie. Zwei Tage zuvor hatten sich amerikanische Truppen in einer Verteidigungsstellung vor Trenton verschanzt, um den britischen Angriff möglichst lange aufzuhalten. Als die britische Vorhut eintraf, flüchtete der zu diesem Zeitpunkt betrunkene amerikanische Kommandeur Fermoy und wurde durch Colonel Edward Hand umgehend ersetzt. Aus ihrer Deckung heraus feuerten die amerikanischen Einheiten auf die weitgehend ungeschützten Angreifer, wurden aber nach und nach von der britischen Übermacht zurückgedrängt. Colonel Hand nutzte mit seinen Soldaten die vorbereitete Rückzugsroute am Five Mile Run bis zum bewaldeten Gebiet am Shabbakonk Creek. Dort bezogen einige kontinentale Soldaten gut getarnte Stellungen in der Nähe des Flusses, während der Hauptteil sich unbemerkt weiter zurückzog. Als die britischen Soldaten die Brücke überquerten, wurden sie aus kürzester Entfernung unter Feuer genommen, ohne dass sie den Feind erkennen konnten. Die Amerikaner setzten auch Kartätschen ein, was die britischen Verluste zusätzlich erhöhte. Durch das intensive Feuer glaubten die britischen Truppen, dass sie der gesamten amerikanischen Streitmacht gegenüberständen. In Folge formierten sie sich zur Schlacht und brachten ihre Kanonen in Stellung. Anschließend durchkämmten sie das Unterholz, allerdings hatten sich die Amerikaner bereits weiter zurückgezogen. Allein diese Aktion brachte Washington einen Zeitgewinn von ca. 1/2 Stunde. Um drei Uhr nachmittags erreichten die Briten eine weitere Verteidigungslinie bei der Schlucht Stockton Hollow, eine halbe Meile von Trenton entfernt. Washington plante, die britischen Streitkräfte bis zum Einbruch der Nacht aufzuhalten, um einen Angriff auf die amerikanische Hauptstreitmacht am Assunpink Creek zu verhindern. Die Briten attackierten weiterhin Colonel Hands Soldaten, sodass sich diese langsam in Richtung Trenton zurückziehen mussten. Auf dem Rückzug schossen die amerikanischen Kräfte auch aus der Häuserdeckung heraus auf die heranrückenden Briten. Als Hands Truppen schließlich den Assunpink Creek erreichten, wurden sie von hessischen Soldaten mit dem Bajonett angegriffen, was unter den Amerikanern zu großer Verwirrung führte. Washington erkannte die Gefahr und griff direkt in die Kampfhandlungen ein. Er befahl den bereits flüchtenden Soldaten, sich neu zu formieren und die Linie zu halten. Zur Deckung des Manövers ließ Washington die amerikanische Artillerie feuern.

## Amerikanischer Rückzug

### Cornwallis Entscheidung
Als Lord Cornwallis mit dem Hauptteil seiner Armee die Stadt Trenton erreicht hatte, berief er umgehend einen Kriegsrat ein, um das weitere Vorgehen zu beraten. Cornwallis’ Quartiermeister, William Erskine, drängte Cornwallis, den Angriff unmittelbar fortzusetzen. Erskine befürchtete, dass Washington sich in der Nacht weiter mit seiner Armee zurückziehen würde. General James Grant hielt dagegen, dass nach seiner Einschätzung sich die Amerikaner nicht zurückziehen könnten und es besser sei, die erschöpften britischen Truppen über Nacht ausruhen zu lassen und erst am nächsten Morgen weiter anzugreifen. Cornwallis wollte eigentlich nicht bis nächsten Morgen mit dem Angriff warten, entschied sich aber schließlich doch, den Kampf zu unterbrechen, anstatt seine Truppe einen Angriff in der Dunkelheit durchführen zu lassen. Cornwallis sagte „Wir haben den alten Fuchs (Washington) nun sicher. Wir holen ihn uns am nächsten Morgen.“ Die britischen Truppen bezogen daraufhin ihr Nachtquartier an einem Hügel nördlich der Stadt Trenton.

### Washingtons Entscheidung
Während der Nacht feuerte die amerikanische Artillerie, unter dem Kommando von Henry Knox, sporadisch Salven in Richtung Trenton, um die britische Armee nicht zur Ruhe kommen zu lassen. Washington hielt ebenfalls Kriegsrat mit seinen Offizieren und entschied sich nach eingehenden Beratungen, mit seiner Armee gegen 2 Uhr am Morgen nach Princeton zu ziehen. Washington ließ 500 Mann und 2 Kanonen zurück. Die Männer täuschten Schanzarbeiten vor, um den Eindruck zu erwecken, Washingtons Armee würde sich in Erwartung des britischen Angriffs eingraben. Am frühen Morgen des 3. Januars zog sich die amerikanischen Nachhut zurück, sodass der folgende britische Angriff ins Leere stieß.

## Verluste
Von den 6.000 kontinentalen Soldaten wurden 100 getötet oder verwundet. Die britische und hessische Seite hatte 365 Verluste, wobei ein Großteil verwundet oder in Gefangenschaft geraten waren.

## Folgen
Am Morgen des 3. Januar erreichten die amerikanischen Streitkräfte Princeton. Nach kurzem Gefecht wurde die britische Garnison unter dem Kommando von Charles Mawhood geschlagen und die meisten britischen Soldaten gerieten in Gefangenschaft. Nach der dritten Niederlage in nur 10 Tagen zog sich die britische Armee aus New Jersey nach New York zurück.